# 245e régiment d'infanterie (France)
Pour les articles homonymes, voir 245e régiment.

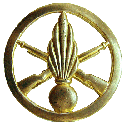
insigne de béret d'infanterie

Le 245e régiment d'infanterie (245e RI) est un régiment d'infanterie de l'Armée de terre française constitué en 1914 avec les bataillons de réserve du 45e régiment d'infanterie.
À la mobilisation, chaque régiment d'active créé un régiment de réserve dont le numéro est le sien plus 200.

## Création et différentes dénominations
- août 1914 : 245e Régiment d'Infanterie
- octobre 1917 : dissolution

## Historique des garnisons, combats et batailles du245eRI
Affectations : casernement à Laon, 104e BI
- 52e Division d'Infanterie 2e région, d'août 1914 à octobre 1917.

En 1916 adjonction avec le 347e régiment d'infanterie, à la 52e DI d'août 1914 à octobre 1917.

### 1914
Bataille de La Marne, Connantre, Linthes, secteur de Reims.

### 1915
Secteur de Reims, le Linguet, Prunay,

### 1916
- Verdun (Mort-Homme, Thiancourt, Haudremont), secteur de Vaux, bois du Chapitre.

Le 8 juin 1916 aux tranchées du bois du Chapitre sont tués 22 hommes du 245e RI. 25 autres sont blessés. Le capitaine Jean Vincent Sabarthes est tué, ainsi que le clairon Jean Feltius, et le soldat Alfred-Léon Leveque

### 1917
Dissolution du régiment en octobre 1917.

## Drapeau
Il porte, cousues en lettres d'or dans ses plis, les inscriptions suivantes :
- La Marne 1914
- Verdun 1916-1917